# Now (álbum de Shania Twain)
Now es el quinto álbum de estudio de la cantante y compositora canadiense Shania Twain. Se estrenó el 29 de septiembre de 2017 por Mercury Nashville. El álbum fue producido por Twain junto a Ron Aniello, Jake Gosling, Jacquire King y Matthew Koma. Después de que su voz se debilitará a causa de la enfermedad de Lyme y la disfonía, Twain se retiró de actuar en 2004 y comenzó un paréntesis indefinido de la música, y en un momento no estaba segura de si alguna vez volvería a cantar.

## Antecedentes
Después de lanzar el álbum recopilatorio Greatest Hits en 2004, lanzó el sencillo «Shoes»  para la banda sonora de la serie de televisión Desperate Housewives . Más tarde, experimentando la ruptura de su matrimonio, Twain se divorció de su esposo y socio compositor, el productor musical Robert John "Mutt" Lange, en 2008. Se volvió a casar con Frédéric Thiébaud, el exesposo de su ex mejor amiga, en 2011. El mismo año, lanzó el sencillo promocional «Today Is Your Day».
Twain se sometió a terapia vocal después de ser diagnosticada con disfonía y enfermedad de Lyme, lo que casi la hizo perder la voz para cantar; se embarcó en una gira de conciertos y residencia en Las Vegas antes de revelar que la nueva música llegaría en 2017.

## Promoción
Twain estrenó «Life's About to Get Good», el sencillo principal del álbum, en el Stagecoach Festival en abril de 2017 antes de lanzarlo oficialmente como sencillo el 15 de junio de 2017. El sencillo debutó y alcanzó el número 36 en la lista Billboard Country Airplay de Estados Unidos. En julio se lanzó un video musical de la canción, dirigido por Matthew Cullen. «Swingin' with My Eyes Closed» se estrenó como el segundo sencillo de Now el 18 de agosto de 2017, más tarde acompañado de un video musical.  «Who's Gonna Be Your Girl» fue lanzado como el tercer sencillo del álbum el 10 de octubre de 2017, seguido de «We Got Something They Don't» como el cuarto sencillo el 30 de octubre.

## Listado de canciones
Todas las canciones fueron escritas por Shania Twain.
Edición estándar

Todas las canciones escritas y compuestas por Shania Twain. 
| N.º | Título                         | Productor(s)                  | Duración |  |
| 1.  | «Swingin' with My Eyes Closed» | Shania Twain y Ron Aniello    | 3:33     |  |
| 2.  | «Home Now»                     | Twain, Aniello y Matthew Koma | 3:21     |  |
| 3.  | «Light of My Life»             | Twain y Jake Gosling          | 3:36     |  |
| 4.  | «Poor Me»                      | Twain y Gosling               | 3:21     |  |
| 5.  | «Who's Gonna Be Your Girl»     | Twain, Aniello y Koma         | 4:13     |  |
| 6.  | «More Fun»                     | Twain y Jacquire King         | 3:38     |  |
| 7.  | «I'm Alright»                  | Twain y Aniello               | 3:51     |  |
| 8.  | «Roll Me on the River»         | Twain, Aniello y Koma         | 3:06     |  |
| 9.  | «We Got Something They Don't»  | Twain y King                  | 3:28     |  |
| 10. | «You Can't Buy Love»           | Twain y Gosling               | 2:39     |  |
| 11. | «Life's About to Get Good»     | Twain, Aniello y Koma         | 3:40     |  |
| 12. | «Soldier»                      | Twain, King y Riley           | 2:59     |  |

Edición Deluxe
| N.º | Título                            | Productor(s)              | Duración |  |
| 8.  | «Let's Kiss and Make Up»          | Twain, Aniello y Dan Book | 3:59     |  |
| 9.  | «Where Do You Think You're Going» | Twain y Aniello           | 3:22     |  |
| 10. | «Roll Me on the River»            | Twain, Aniello y Koma     | 3:06     |  |
| 11. | «We Got Something They Don't»     | Twain y King              | 3:28     |  |
| 12. | «Because of You»                  | Twain y Gosling           | 3:47     |  |
| 13. | «You Can't Buy Love»              | Twain y Gosling           | 2:39     |  |
| 14. | «Life's About to Get Good»        | Twain, Aniello y Koma     | 3:40     |  |
| 15. | «Soldier»                         | Twain, King y Riley       | 2:59     |  |
| 16. | «All in All»                      | Twain y King              | 3:43     |  |

## Posicionamiento en listas
| Listas (2017)                         | Mejor posición |
| ------------------------------------- | -------------- |
| Alemania (Media Control Charts)       | 12             |
| Australia (ARIA)                      | 1              |
| Austria (Ö3 Austria Top 40)           | 16             |
| Bélgica (Ultratop) Flanders           | 39             |
| Bélgica (Ultratop) Wallonia           | 46             |
| Canadá (Billboard)                    | 1              |
| Escocia (Official Charts Company)     | 1              |
| España (PROMUSICAE)                   | 39             |
| Estados Unidos (Billboard Hot 200)    | 1              |
| Estados Unidos (Top Country Albums)   | 1              |
| Francia (SNEP)                        | 56             |
| Irlanda (IRMA)                        | 4              |
| Noruega (VG-lista)                    | 21             |
| Nueva Zelanda (RMNZ)                  | 3              |
| Reino Unido (Official Charts Company) | 1              |
| Suecia (Sverigetopplistan)            | 42             |
| Suiza (Schweizer Hitparade)           | 10             |

## Certificaciones
| País (organismo certificador) | Certificación | Unidades certificadas |
| ----------------------------- | ------------- | --------------------- |
| Canadá (Music Canada)         | Platino       | 80 000                |